# Шабака Хътчингс
Шабака Хътчингс е джазмен, саксофонист и композитор.
Музикалният му почерк е непризнаващ стилови граници, често определян като мейнстрийм и авангард. Участва в джем сесии и записи с десетки джаз-герои от различни поколения. Освен с акустичното торнадо „Sons Of Kemet“ и електро-денс-пънка на „The Comet is Coming“, той взривява сцените и с „Melt Yourself Down“. Свири и с The Heliocentrics на Гластонбъри, The Sun Rа Arkestra, Mulatu Astatke, Soweto Kinch. Ежемесечно има изяви и в Jazz Café London.